# 牝辱の穴ウメ 〜学園報復戦争〜
『牝辱の穴ウメ 〜学園報復戦争〜』（めじょくのあなウメ がくえんほうふくせんそう）は、日本のアダルトゲームブランド・黒鳥が2011年6月24日に発売した18禁アドベンチャーゲーム。

## リリース・ゲームシステム
有限会社アセンドアイのフルプライスブランド・黒鳥のデビュー作。同社としては2007年に『魔女姦堕』『乱交地獄』『姦禁飼育ホテル』の3タイトルを発売した低価格ブランド・ダークスワンが活動を休止して以来、4年ぶりの鬼畜・陵辱路線への復帰作となる。
学園内における特待生と一般学生の格差対立が主題であり、それぞれの陣営に属する2人の主人公が互いに異なる立場で事件に関わり、ストーリーが相互補完されて行く形式となっている。

## ストーリー
人里離れた山奥に建つ全寮制の学園。経営陣の方針で特待生はあらゆる面で優遇される一方、一般学生は差別的とも言えるほど劣悪な環境での生活を強いられ、特待生と一般学生の間の格差対立が深刻を極めていた。
そんなある日、一人の一般学生女子が輪姦され、放心状態で発見される。事件の真相について犠牲となった女子は多くを語らなかったが一般学生の大多数は特待生グループの犯行に違いないと決め打ちし、特に一般学生男子の間では「奴等も同じ目に遭わせてやる」と特待生女子への報復が囁かれるようになる。そして、数日後に一般学生男子グループが特待生女子への「報復」を決行する。
こうして、特待生と一般学生の対立に端を発して繰り返される凄惨な事件はやがて教師陣にも波及し、学園の秩序は崩壊の一途をたどるのであった。

## 登場人物

### 主人公
吉井 恭哉（よしい きょうや）
3年・特待生。学年トップクラスの成績に加えて堅物とも言えるほどのルール遵守を心がけている。他の特待生達のように一番学生への差別感情は特に抱いていなかったが、妹のように可愛がっていた後輩の篠浦藍が一般学生男子グループの標的とされたことで否応なく事件に巻き込まれて行く。
薗田 智樹（そのだ ともき）
2年・一般学生。学業成績は芳しくないが、スポーツは得意で持ち前の明るさで誰とでもすぐに打ち解ける性格から友達が多い。一方で、一般学生の一人として強い連帯意識を持っており特待生と一般学生の格差に対して強い憤りを抱いている。

### 犠牲者たち
持田 暁音（もちだ あかね）
2年・一般学生。
篠浦 藍（しのうら あおい）
2年・特待生。
高嶺 瑠菜（たかみね るな）
1年・一般学生。
高嶺 璃菜（たかみね りな）
1年・特待生。瑠菜の双子の妹。
小野原 由実（おのはら ゆみ）
教師。

## スタッフ
- シナリオ 月待兎[3]
- 原画 鬼MAYUGE[3] - フルプライス作品では初の原画担当となる。